# The Fact Music Awards
 (juillet 2023).
La mise en forme du texte ne suit pas les recommandations de Wikipédia : il faut le « wikifier ».
Les points d'amélioration suivants sont les cas les plus fréquents. Le détail des points à revoir est peut-être précisé sur la page de discussion.
- Les titres sont pré-formatés par le logiciel. Ils ne sont ni en capitales, ni en gras.
- Le texte ne doit pas être écrit en capitales (les noms de famille non plus), ni en gras, ni en italique, ni en « petit »…
- Le gras n'est utilisé que pour surligner le titre de l'article dans l'introduction, une seule fois.
- L'italique est rarement utilisé : mots en langue étrangère, titres d'œuvres, noms de bateaux, etc.
- Les citations ne sont pas en italique mais en corps de texte normal. Elles sont entourées par des guillemets français : « et ».
- Les listes à puces sont à éviter, des paragraphes rédigés étant largement préférés. Les tableaux sont à réserver à la présentation de données structurées (résultats, etc.).
- Les appels de note de bas de page (petits chiffres en exposant, introduits par l'outil «  Source ») sont à placer entre la fin de phrase et le point final[comme ça].
- Les liens internes (vers d'autres articles de Wikipédia) sont à choisir avec parcimonie. Créez des liens vers des articles approfondissant le sujet. Les termes génériques sans rapport avec le sujet sont à éviter, ainsi que les répétitions de liens vers un même terme.
- Les liens externes sont à placer uniquement dans une section « Liens externes », à la fin de l'article. Ces liens sont à choisir avec parcimonie suivant les règles définies. Si un lien sert de source à l'article, son insertion dans le texte est à faire par les notes de bas de page.
- La présentation des références doit suivre les conventions bibliographiques. Il est recommandé d'utiliser les modèles {{Ouvrage}}, {{Chapitre}}, {{Article}}, {{Lien web}} et/ou {{Bibliographie}}. Le mode d'édition visuel peut mettre en forme automatiquement les références.
- Insérer une infobox (cadre d'informations à droite) n'est pas obligatoire pour parachever la mise en page.

Pour une aide détaillée, merci de consulter Aide:Wikification.
Si vous pensez que ces points ont été résolus, vous pouvez retirer ce bandeau et améliorer la mise en forme d'un autre article.
The Fact Music Awards (coréen : 더팩트 뮤직 어워즈 ; en abrégé TMA) est une cérémonie de remise de prix organisée par The Fact et par Fan N Star qui récompense les principaux contributeurs à la vague Hallyu. Créés en 2019, les Fact Music Awards déterminent leurs gagnants grâce aux données de Gaon, un des juges, et des scores de soutien et de participation des fans coréens et internationaux.
La cérémonie de remise des prix est diffusée dans toute l'Asie via plusieurs canaux, dont V Live et ABS-CBN.
La cérémonie de décembre 2020 a été remplacée par une cérémonie en ligne de récompenses dans toutes les catégories à la suite de la pandémie de COVID-19 afin d'empêcher une nouvelle propagation du virus et d'assurer la sécurité des fans et des artistes.

## Cérémonies
| Édition | Date             | Lieu                         | Ville                        | Hôte(s)                        | Réf.   |
| ------- | ---------------- | ---------------------------- | ---------------------------- | ------------------------------ | ------ |
| 1er     | 24 avril 2019    | Namdong Gymnasium            | Incheon, Corée du Sud        | Jun Hyun-moo et Seohyun        | ,      |
| 2e      | 16 mars 2020     | Annonce en ligne             | Annonce en ligne             | Annonce en ligne               | ,      |
| 3e      | 12 décembre 2020 | Cérémonie en ligne (On-tact) | Cérémonie en ligne (On-tact) | Jun Hyun-moo et Seohyun        | ,      |
| 4e      | 2 octobre 2021   | Cérémonie en ligne (On-tact) | Cérémonie en ligne (On-tact) | Seohyun, Shin Dong-yup et Boom | ,      |
| 5e      | 8 octobre 2022   | Dôme KSPO                    | Séoul, Corée du Sud          | Jun Hyun-moo et Seohyun        | ,      |
| 6e      | 10 octobre 2023  | Namdong Gymnasium            | Incheon, Corée du Sud        | Jun Hyun-moo et Seohyun        | [ 14 ] |

## Grand Prix (Daesang)
| Édition | Année | Gagnant   |
| ------- | ----- | --------- |
| 1er     | 2018  | BTS       |
| 2d      | 2019  | BTS       |
| 3e      | 2020  | BTS       |
| 4e      | 2021  | BTS       |
| 5e      | 2022  | BTS       |
| 6e      | 2023  | Seventeen |

## Artiste de l'année (Bonsang)
| Édition | Année | Gagnants) | Gagnants) | Gagnants)   | Gagnants) | Gagnants) | Gagnants)  | Gagnants)       | Gagnants)    | Gagnants)  | Gagnants)  | Gagnants) | Gagnants) | Gagnants)       |
| ------- | ----- | --------- | --------- | ----------- | --------- | --------- | ---------- | --------------- | ------------ | ---------- | ---------- | --------- | --------- | --------------- |
| 1er     | 2018  | BTS       | Twice     | Mamamoo     | Monsta X  | NU'EST    | Red Velvet | Chungha         | iKon         | GFriend    | Momoland   | —         | —         | —               |
| 2e      | 2019  | BTS       | Twice     | Mamamoo     | Monsta X  | NU'EST    | Red Velvet | Chungha         | Super Junior | —          | —          | —         | —         | —               |
| 3e      | 2020  | BTS       | Twice     | Mamamoo     | Monsta X  | NU'EST    | Seventeen  | Kang Daniel     | Super Junior | Iz*One     | Hwasa      | Got7      | —         | —               |
| 4e      | 2021  | BTS       | Itzy      | Brave Girls | Astro     | Ateez     | Seventeen  | Kang Daniel     | Super Junior | Oh My Girl | Stray Kids | The Boyz  | TXT       | Enhypen         |
| 5e      | 2022  | BTS       | Itzy      | (G)I-dle    | Treasure  | Ateez     | NCT Dream  | Kang Daniel     | Psy          | Ive        | Stray Kids | The Boyz  | TXT       | Lim Young Woong |
| 6e      | 2023  | NMIXX     | Itzy      | NewJeans    | Treasure  | Ateez     | Seventeen  | Lim Young Woong | aespa        | Ive        | Stray Kids | —         | —         | —               |

## Prix du meilleur interprète
| Édition | Année | Gagnants) | Gagnants)  | Gagnants) |
| ------- | ----- | --------- | ---------- | --------- |
| 1er     | 2018  | Mamamoo   | Monsta X   | —         |
| 2d      | 2019  | (G)I-dle  | Stray Kids | The Boyz  |
| 3e      | 2020  | Itzy      | Jessi      | TXT       |
| 4e      | 2021  | Twice     | —          | —         |
| 5e      | 2022  | Ateez     | NCT Dream  | —         |
| 6e      | 2023  | Ive       | —          | —         |

## Prix du futur leader
| Édition | Année | Gagnants) | Gagnants)   | Gagnants) |
| ------- | ----- | --------- | ----------- | --------- |
| 1er     | 2018  | (G)I-dle  | Stray Kids  | The Boyz  |
| 2e      | 2019  | Itzy      | TXT         | —         |
| 3e      | 2020  | Cravity   | Enhypen     | Weeekly   |
| 4e      | 2021  | STAYC     | —           | —         |
| 5e      | 2022  | Ive       | Le Sserafim | NewJeans  |
| 6e      | 2023  | RIIZE     | Zerobaseone | —         |

## Prix de l'icône mondiale
| Édition | Année | Gagnants)    | Gagnants) |
| ------- | ----- | ------------ | --------- |
| 1er     | 2018  | Red Velvet   | Twice     |
| 2e      | 2019  | Super Junior | —         |
| 3e      | 2020  | BTS          | Seventeen |
| 4e      | 2021  | Super Junior | —         |
| 5e      | 2022  | NCT Dream    | —         |
| 6e      | 2023  | aespa        | —         |

## Prix de popularité
| Édition | Année | Gagnant      |
| ------- | ----- | ------------ |
| 1er     | 2018  | BTS          |
| 2d      | 2019  | BTS          |
| 3e      | 2020  | Super Junior |
| 4e      | 2021  | BTS          |
| 5e      | 2022  | BTS          |
| 6e      | 2023  | Jimin        |

## Prix du choix des auditeurs
| Édition | Année | Gagnant   |
| ------- | ----- | --------- |
| 2d      | 2019  | BTS       |
| 3e      | 2020  | BTS       |
| 4e      | 2021  | BTS       |
| 5e      | 2022  | NCT Dream |
| 6e      | 2023  | NewJeans  |

## Prix mondial le plus chaud
| Édition | Année | Gagnants) | Gagnants)   | Gagnants)  | Gagnants) |
| ------- | ----- | --------- | ----------- | ---------- | --------- |
| 3e      | 2020  | Ateez     | (G)I-dle    | Stray Kids | The Boyz  |
| 4e      | 2021  | Cravity   | Weeekly     | —          | —         |
| 5e      | 2022  | TNX       | Kep1er      | —          | —         |
| 6e      | 2023  | Xikers    | BOYNEXTDOOR | —          | —         |

## Autres récompenses
| Édition | Année | Décerner                                    | Gagnants)                   | Gagnants)                   | Gagnants)                   | Gagnants)                   |
| ------- | ----- | ------------------------------------------- | --------------------------- | --------------------------- | --------------------------- | --------------------------- |
| 1er     | 2018  | Meilleur album                              | BTS's Love Yourself: Answer | BTS's Love Yourself: Answer | BTS's Love Yourself: Answer | BTS's Love Yourself: Answer |
| 1er     | 2018  | Meilleure chanson                           | « Love Scenario » d'iKon    | « Love Scenario » d'iKon    | « Love Scenario » d'iKon    | « Love Scenario » d'iKon    |
| 1er     | 2018  | Étoile montante                             | A.C.E                       | A.C.E                       | A.C.E                       | A.C.E                       |
| 2e      | 2019  | Groupe de l'année                           | IZ                          | IZ                          | N.Flying                    | N.Flying                    |
| 5e      | 2022  | Prestation scénique de l'année              | Psy                         | Psy                         | Psy                         | Psy                         |
| 6e      | 2023  | Meilleure musique (Printemps)               | Lee Chan-won                | Lee Chan-won                | Lee Chan-won                | Lee Chan-won                |
| 6e      | 2023  | Meilleure musique (Été)                     | BTS                         | BTS                         | BTS                         | BTS                         |
| 6e      | 2023  | Meilleure musique (Automne)                 | V                           | V                           | V                           | V                           |
| 6e      | 2023  | Meilleure musique (Hiver)                   | Lim Young Woong             | Lim Young Woong             | Lim Young Woong             | Lim Young Woong             |
| 6e      | 2023  | Meilleur interprète de l'année (Individuel) | Kwon Eunbi                  | Kwon Eunbi                  | Kwon Eunbi                  | Kwon Eunbi                  |
| 6e      | 2023  | Meilleur interprète de l'année (Groupe)     | Jannabi                     | Jannabi                     | Jannabi                     | Jannabi                     |

## Récompenses Fan N Star
(Déterminé par les votes des fans)

### Récompense Fan N Star Angel N Star
| Édition | Année | Gagnant      | Gagnant         | Gagnant   |
| ------- | ----- | ------------ | --------------- | --------- |
| 5ème    | 2022  | Kim Ho-joong | Lim Young Woong | Jeune tak |

### Prix du choix des fans
| Édition | Année | Gagnant      | Gagnant         |
| Édition | Année | Groupe       | Individuel      |
| ------- | ----- | ------------ | --------------- |
| 1er     | 2018  | Super Junior | Kang Daniel     |
| 2d      | 2019  | Super Junior | Kang Daniel     |
| 3e      | 2020  | Super Junior | Hwang Chi-yeul  |
| 4e      | 2021  | Super Junior | Hwang Chi-yeul  |
| 5e      | 2022  | BTS          | Jin             |
| 6e      | 2023  | BTS          | Lim Young Woong |

### Prix Fan N Star Four N Star
| Édition | Année | Gagnant    |
| ------- | ----- | ---------- |
| 5e      | 2022  | Stray Kids |
| 6e      | 2023  | Stray Kids |

### Prix mondial Fan N Star
| Édition | Année | Gagnant |
| ------- | ----- | ------- |
| 5ème    | 2022  | BTS     |

### Prix du plus grand nombre de votes Fan N Star
| Édition | Année | Gagnant      | Gagnant        | Gagnant         |
| Édition | Année | Groupe       | Individuel     | Individuel      |
| ------- | ----- | ------------ | -------------- | --------------- |
| 1er     | 2018  | Super Junior | Kang Daniel    | —               |
| 2d      | 2019  | Super Junior | Kang Daniel    | —               |
| 3e      | 2020  | Super Junior | Hwang Chi-yeul | —               |
| 4e      | 2021  | BTS          | Hwang Chi-yeul | Lim Young Woong |
| 5e      | 2022  | BTS          | Hwang Chi-yeul | Lim Young Woong |
| 6e      | 2023  | BTS          | —              | Lim Young Woong |

### Prix de popularité Fan N Star Trot
| Édition | Année | Gagnant         |
| ------- | ----- | --------------- |
| 3e      | 2020  | Lim Young Woong |
| 4ème    | 2021  | Lim Young Woong |
| 5ème    | 2022  | Lim Young Woong |

### Fan N Star Meilleures campagne marketing
| Édition | Année | Gagnant         |
| ------- | ----- | --------------- |
| 3e      | 2020  | Lim Young Woong |
| 4e      | 2021  | Lim Young Woong |
| 5e      | 2022  | Lim Young Woong |
| 6e      | 2023  | Lim Young Woong |

### Prix du Temple de la renommée Fan N Star
| 1er  | 2018 | Super Junior | Eunhyuk       |
| 1er  | 2018 | NU'EST       | JR            |
| 1er  | 2018 | NU'EST       | Arron         |
| 1er  | 2018 | —            | Kang Daniel   |
| 1er  | 2018 | —            | Kim Jae Joong |
| 4ème | 2021 | Super Junior | —             |

### Prix spécial Fan N Star
| Édition | Année | Gagnant      |
| ------- | ----- | ------------ |
| 2e      | 2019  | Yang Joon-il |

## Le plus de victoires
| Rang | Artistes)       | Prix |
| ---- | --------------- | ---- |
| 1    | BTS             | 23   |
| 2    | Super Junior    | 15   |
| 3    | Lim Young Woong | 15   |
| 4    | Kang Daniel     | 8    |
| 5    | Stray Kids      | 8    |
| 6    | Hwang Chi-yeul  | 5    |
| 6    | The Boyz        | 5    |